# Рокі-Рівер (Огайо)
Рокі-Рівер (англ. Rocky River) — місто (англ. city) в США, в окрузі Каягога штату Огайо. Населення — 21 755 осіб (2020).

## Географія
Рокі-Рівер розташоване за координатами 41°28′23″ пн. ш. 81°51′14″ зх. д. / 41.47306° пн. ш. 81.85389° зх. д. (41.472964, -81.853831).  За даними Бюро перепису населення США в 2010 році місто мало площу 14,53 км², з яких 12,27 км² — суходіл та 2,26 км² — водойми.

## Демографія
Згідно з переписом 2010 року, у місті мешкало 20 213 осіб у 9283 домогосподарствах у складі 5242 родин. Густота населення становила 1391 особа/км².  Було 10181 помешкання (701/км²).
Расовий склад населення:
| - 95,5 % — білих - 1,8 % — азіатів - 1,0 % — чорних або афроамериканців - 0,1 % — корінних американців |

До двох чи більше рас належало 1,3 %. Частка іспаномовних становила 1,8 % від усіх жителів.
За віковим діапазоном населення розподілялося таким чином: 21,8 % — особи молодші 18 років, 55,8 % — особи у віці 18—64 років, 22,4 % — особи у віці 65 років та старші. Медіана віку мешканця становила 45,6 року. На 100 осіб жіночої статі у місті припадало 85,5 чоловіків;  на 100 жінок у віці від 18 років та старших — 82,0 чоловіків також старших 18 років.
Середній дохід на одне домашнє господарство  становив 98 501 долар США (медіана — 62 828), а середній дохід на одну сім'ю — 134 462 долари (медіана — 98 397). Медіана доходів становила 69 950 доларів для чоловіків та 53 718 доларів для жінок. За межею бідності перебувало 4,9 % осіб, у тому числі 3,5 % дітей у віці до 18 років та 5,2 % осіб у віці 65 років та старших.
Цивільне працевлаштоване населення становило 10 011 осіб. Основні галузі зайнятості: освіта, охорона здоров'я та соціальна допомога — 26,2 %, науковці, спеціалісти, менеджери — 16,9 %, фінанси, страхування та нерухомість — 11,3 %, виробництво — 9,4 %.